# テミルタウ市電
テミルタウ市電（ロシア語: Темиртауский трамвай）は、カザフスタンの都市・テミルタウの路面電車。1959年に開通し、2023年に全線が休止されたものの、2024年から営業運転を再開する事になっている。再開後の運営はカーメット（Qarmet JSC）によって行われる。

## 概要
1959年に開通した、カザフスタンの工業都市であるテミルタウ市内を走行する路面電車。最盛期には市内に4系統（1 - 4号線）の路線を有していたが、2005年以降廃止が進み、2023年時点で残されていたのは全長10.9 kmの4号線のみとなっていた。だが、残された路線も利用客の減少で50テンゲの運賃でも採算が取れない状況となり、老朽化も大きな課題となっていた。そのような状況下で架線の盗難事件が発生した事を受け、2023年2月11日以降、4号線は全区間にわたって営業運転を休止し、代行バスによる運行が実施される事となった。
ただし、その後も活動家を中心に路面電車の再開を訴える声は大きく、テミルタウ市当局も路面電車の廃止を否定していた。そして、2023年末、それまで路面電車を運営していたアルセロール・ミッタルがテミルタウの事業からを撤退した事で、工場や路面電車の運営はカザフスタンの投資家によって設立されたカーメット（Qarmet JSC）に継承された。その後、同社は翌2024年4月以降休止中の線路や施設の整備を進めている他、後述のように新型電車の導入も行っており、同年10月1日に路面電車の営業運転が再開される事になっている。

## 車両
営業運転休止までに使用されていたのは、ソビエト連邦時代に製造されたボギー車のKTM-5と、ドイツのポツダム市電（ポツダム）から譲渡された2車体連接車のタトラKT4Dであった。これらの車両は全て片運転台であり、終端のループ線での方向転換が実施された。
その後、2024年の営業運転の再開に向け、テミルタウ市電には中国の宇通客車設計でカザフスタンでノックダウン生産された8両のボギー車が導入されている。

営業休止前のテミルタウ市電
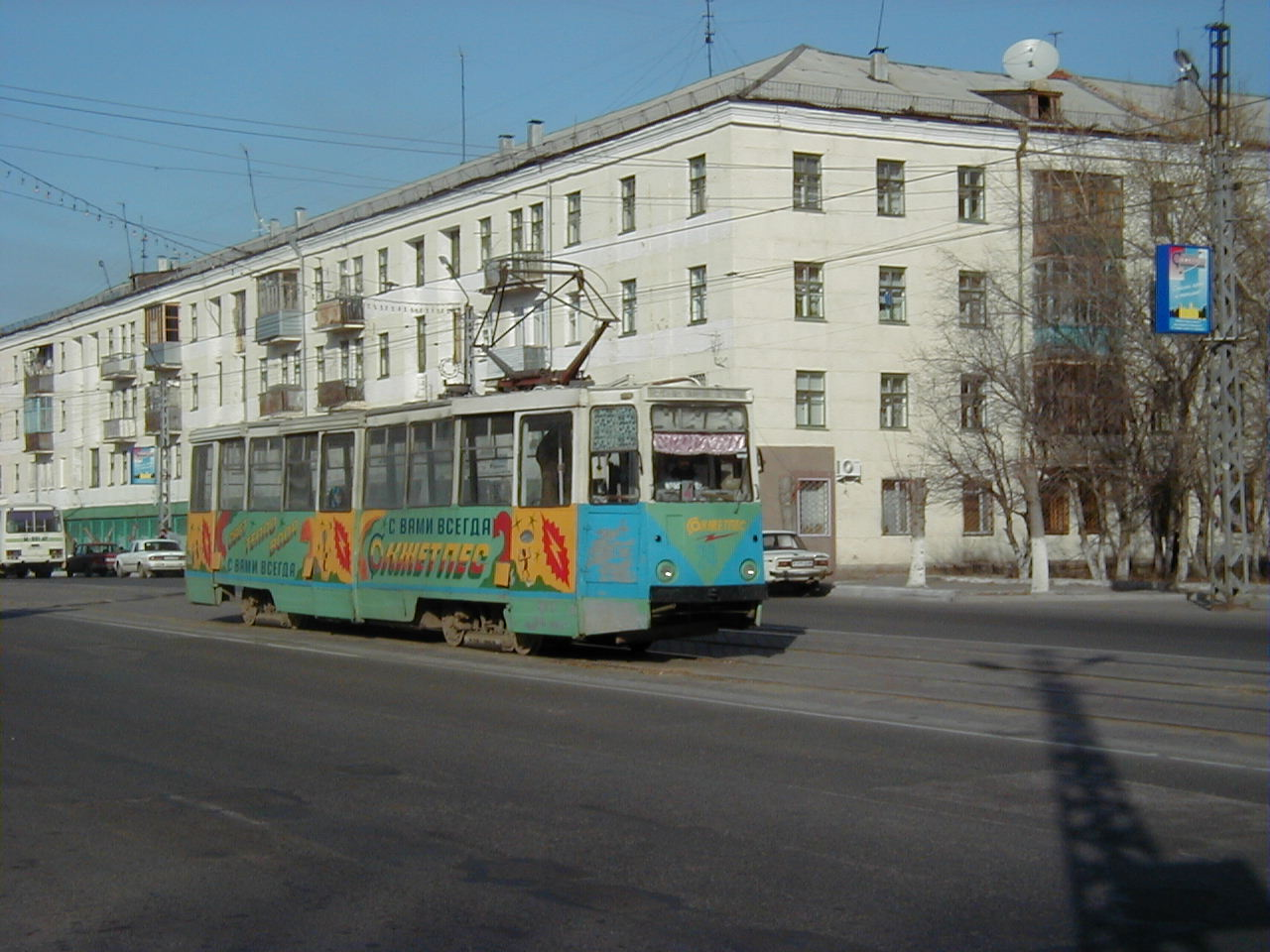
KTM-5（2003年撮影）
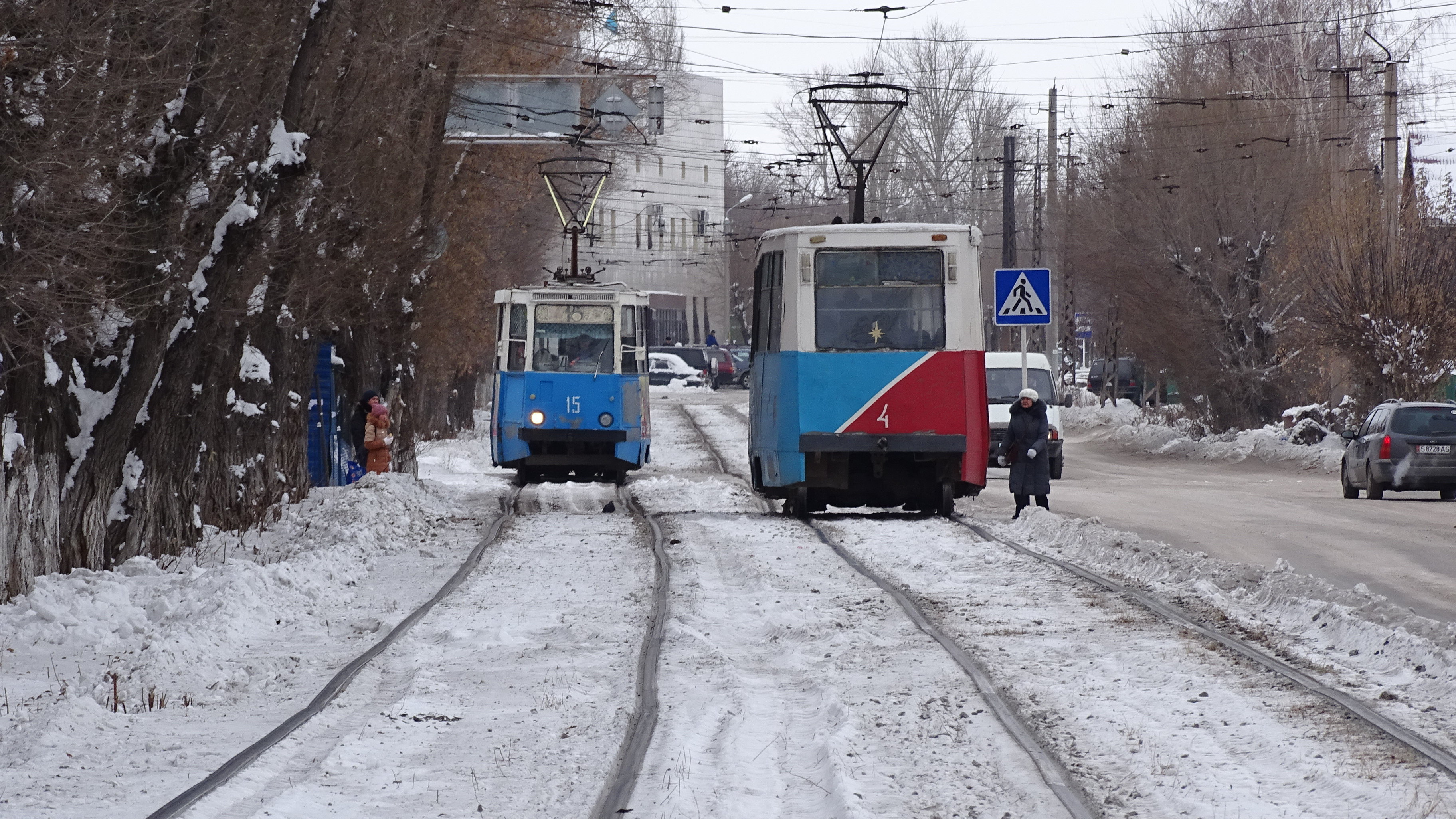
KTM-5（2016年撮影）
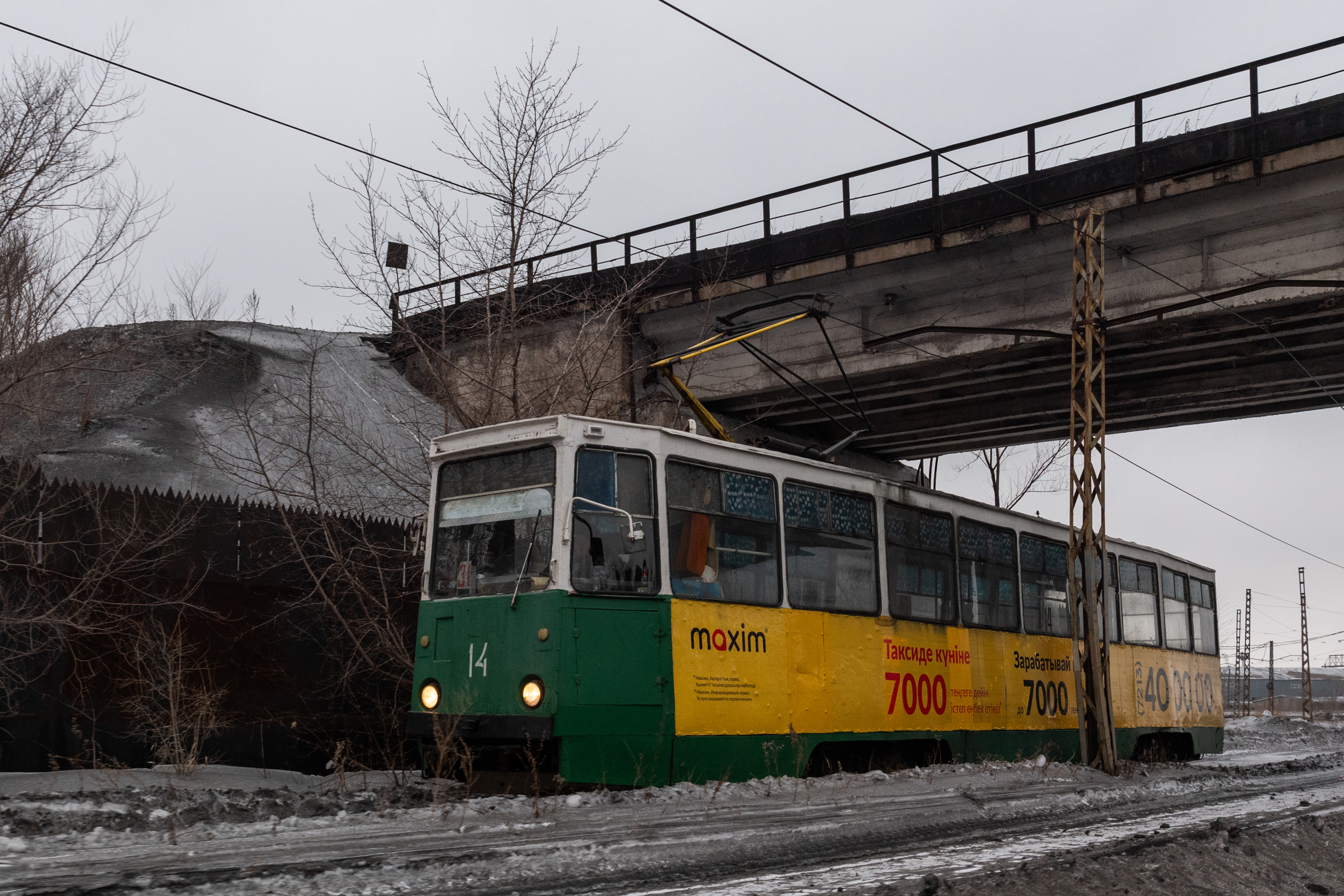
KTM-5（2019年撮影）
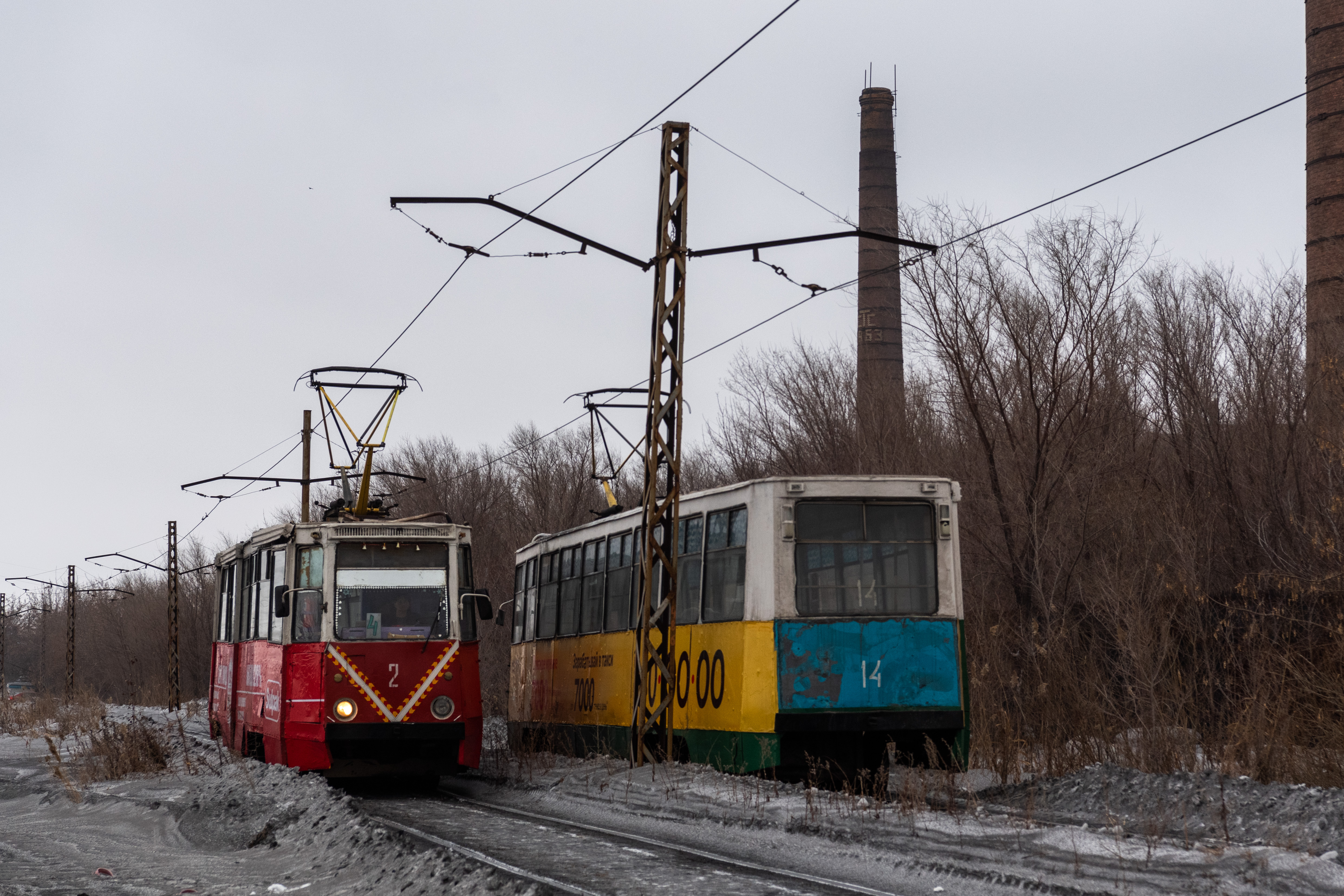
KTM-5（2019年撮影）